# Pigeon cravaté

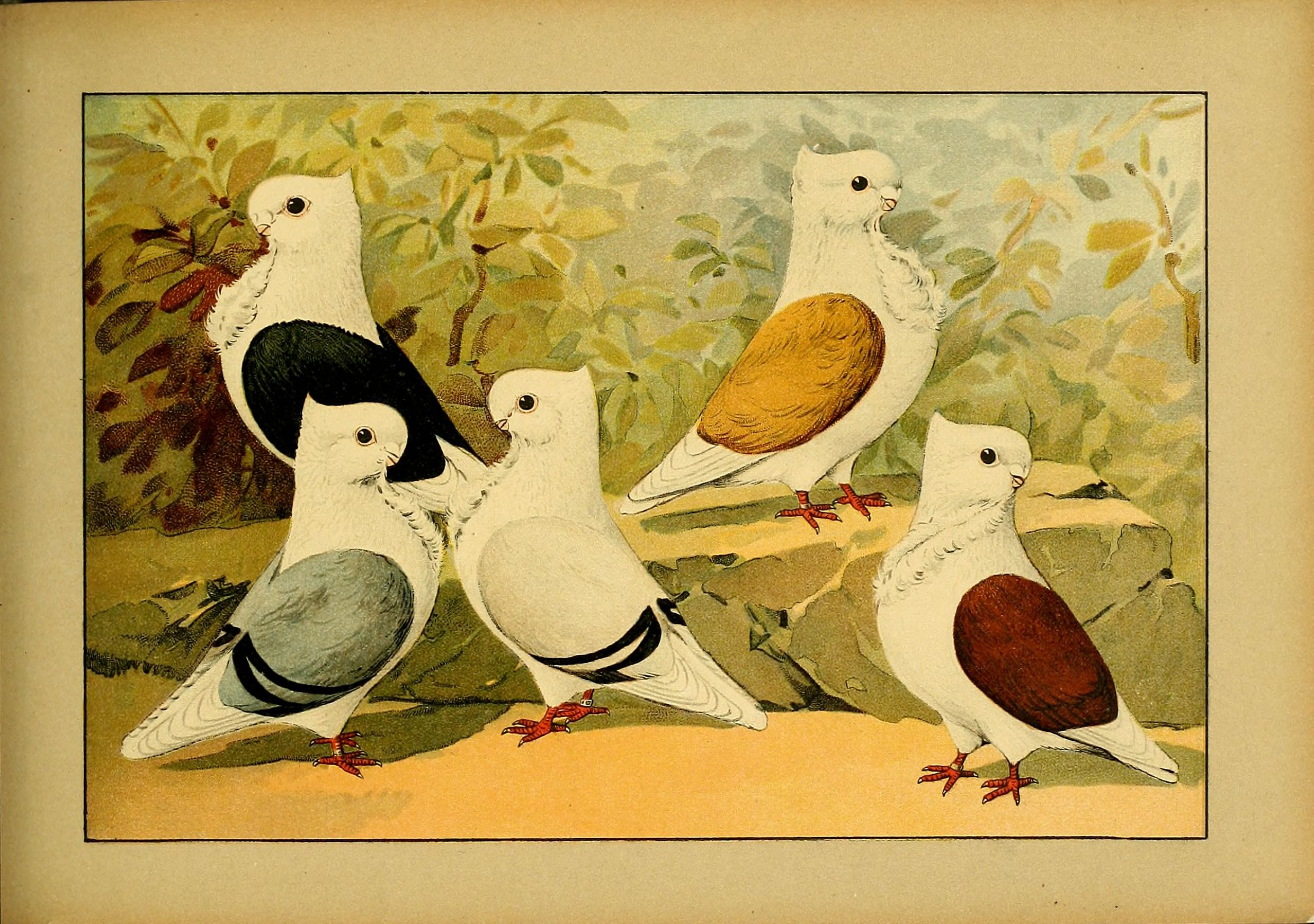
Cravaté Turbit (illustration de 1906).

Les Pigeons cravatés sont un groupe de races de pigeons domestiques reconnues par la Commission européenne des standards pigeons (CESP).

## Présentation
Ce groupe de petits pigeons rassemble des races élevées et sélectionnées pour leur apparence. Leur création est ancienne. Les sélections sont surtout axées sur le port des plumes du cou et l'apparence de la tête. Les oiseaux ont un bec assez court à très court ; et ont la particularité de faire onduler les plumes de la « cravate » quand ils gonflent leur jabot. Leur nom anglais est frills and owls pigeons. Le nom de owl pigeon qui signifie littéralement « pigeon hibou », vient de l'apparence de leur tête : de grands yeux sur une tête bien ronde avec un bec court recourbé comme chez les rapaces nocturnes. Le mot frill renvoi aux plumes en désordre, frisées et retroussées, au niveau du jabot (la cravate).
Les Cravatés sont de petite taille. Ainsi, l'African owl, cravaté originaire de Tunisie, est l'une des plus petites races de pigeons au monde, ne pesant que 200 grammes. Ce sont aussi de bons volants et certains oiseaux ont été employés comme pigeon messager.
La petitesse du bec empêche parfois les adultes de pouvoir nourrir leurs petits correctement. Les jeunes doivent soit être confiés à un couple de pigeons d'une autre race ou élever à la main par l'éleveur.

## Races en Europe
En 2023, vingt-sept races sont officiellement reconnues par l'Entente européenne d'aviculture et de cuniculture. Les races sont divisées en deux sous-groupes : à bec court et à bec moyen. 

### Cravatés à bec court
- Cravaté à bec court : Cravaté Oriental.African owl (GB/0710)

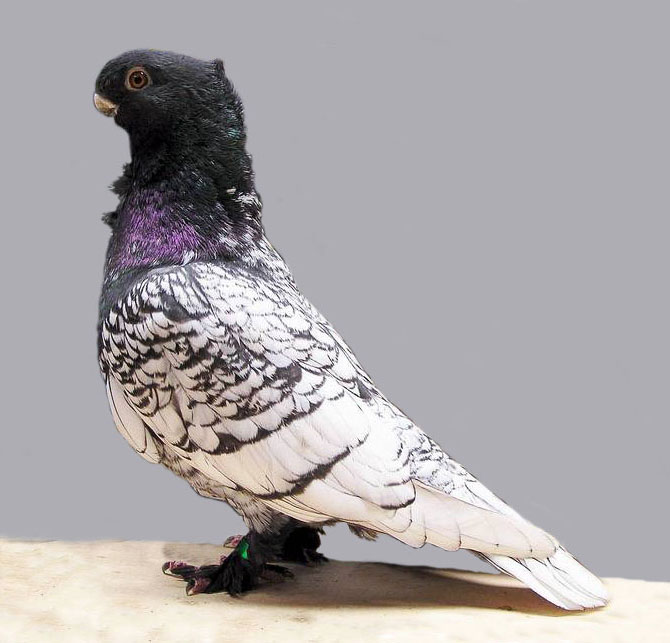
Cravaté à bec court : Cravaté Oriental.

- Cravaté Allemand à bouclier coloré (D/0708)
- Cravaté Allemand à queue colorée (D/0709)
- Cravaté anatolien (D/0713)
- Cravaté Anglais (GB/0712)
- Cravaté Bulgare (BG/0727)
- Cravaté Domino (GB/0715)
- Cravaté Polonais (PL/0724)
- Cravaté Oriental (GB/0714)
- Cravaté Turbit (GB/0711)
- Cravaté Turbitéen (GB/0716)

### Cravatés à bec moyen
- Cravaté à bec moyen : Cravaté Figurita.Barbet Liégeois (B/0723)

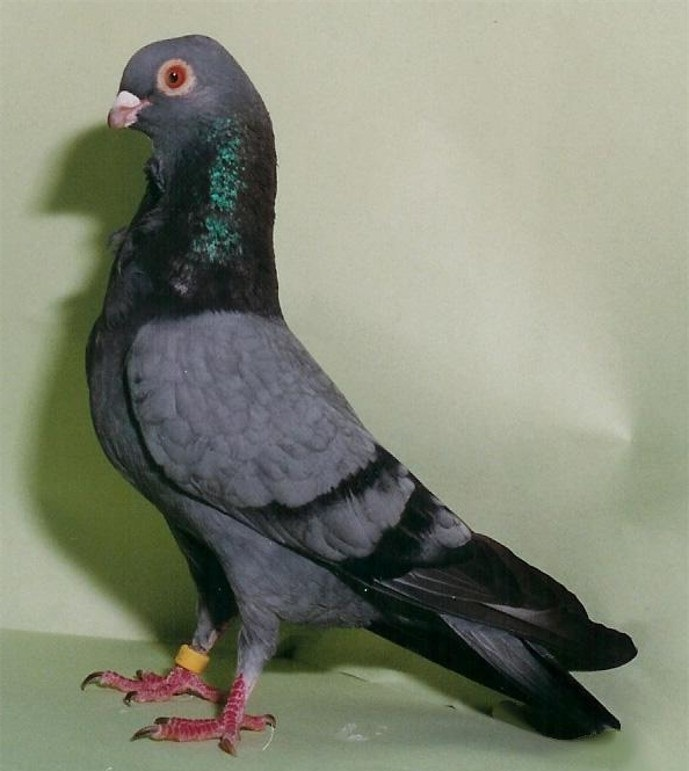
Cravaté à bec moyen : Cravaté Figurita.

- Cravaté d’Aix-la-Chapelle (D/0705)
- Cravaté Allemand ancien (D/0704)
- Cravaté Barbarisi (SYR/D/0725)
- Cravaté Figurita (E/0722)
- Cravaté Français (F/0717)
- Cravaté Gantois (B/0718)
- Cravaté de Hambourg (D/0707)
- Cravaté Hollandais ancien (NL/0703)
- Cravaté Italien (I/0706)
- Cravaté de Koroska (SLO/0728)
- Cravaté Liégeois (B/0719)
- Cravaté Suédois (S/0720)
- Cravaté Tunisien (F/0721)
- Smerle Anversois (B/0701)
- Smerle des Flandres (B/0702)

Malgré son nom, le Cravaté Chinois (D/0609) est classé dans le groupe « pigeon de structure ».

## Galerie

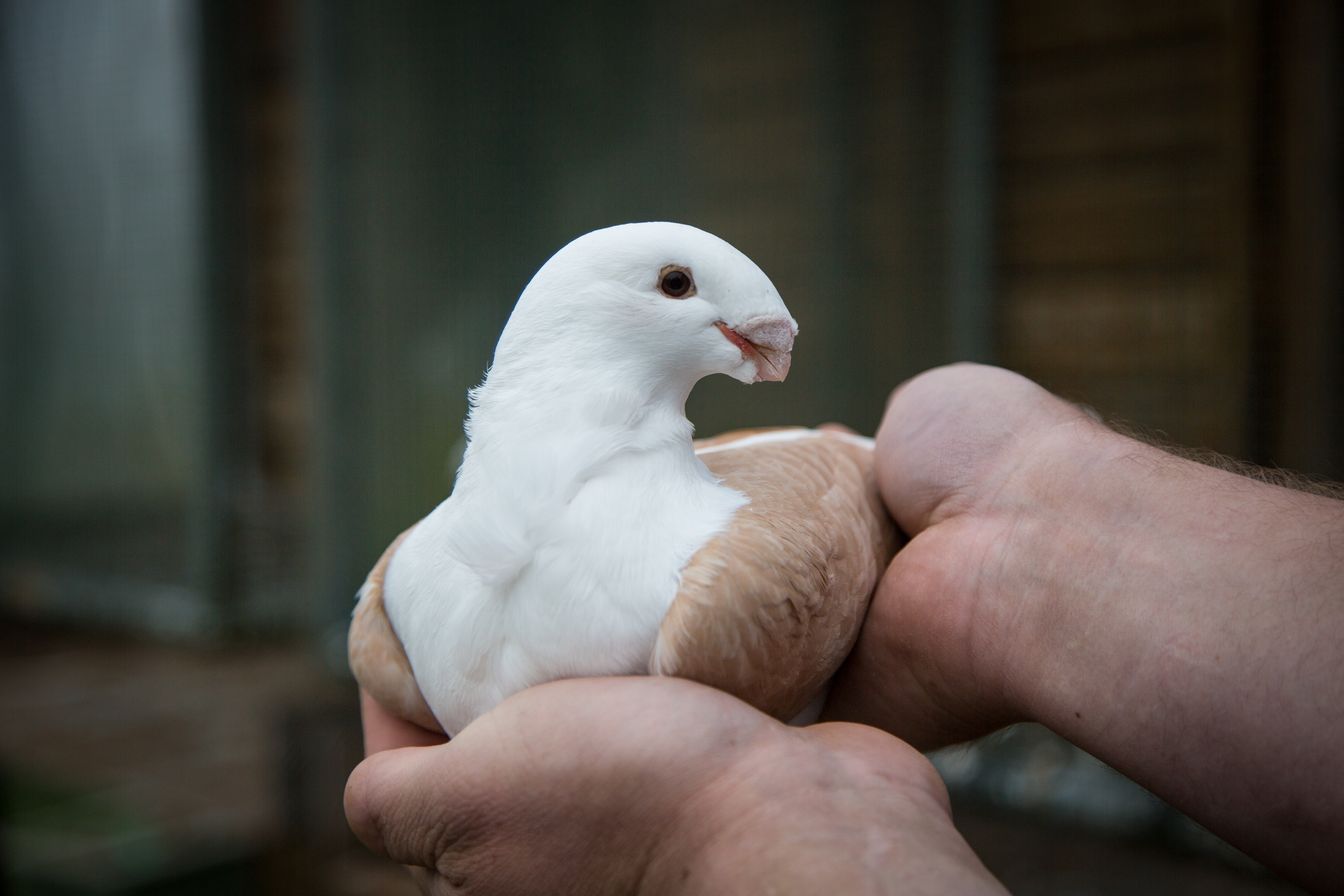
Smerle Anversois.
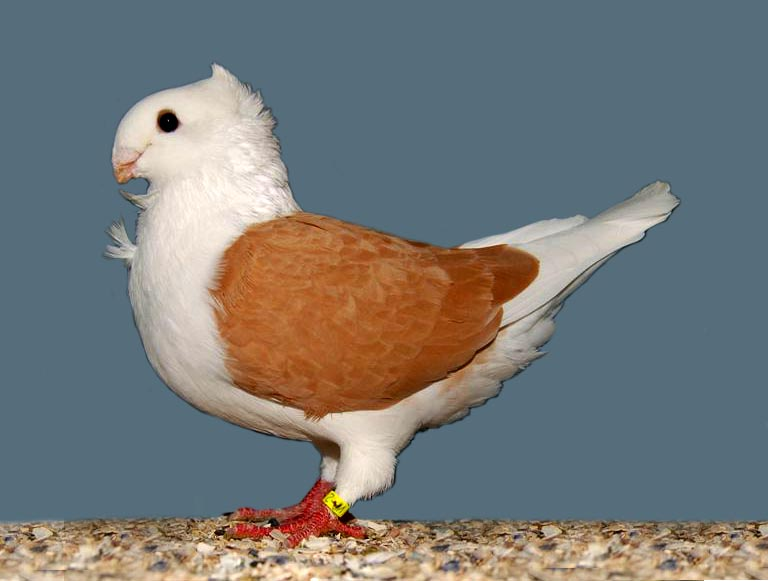
Cravaté Hollandais ancien.
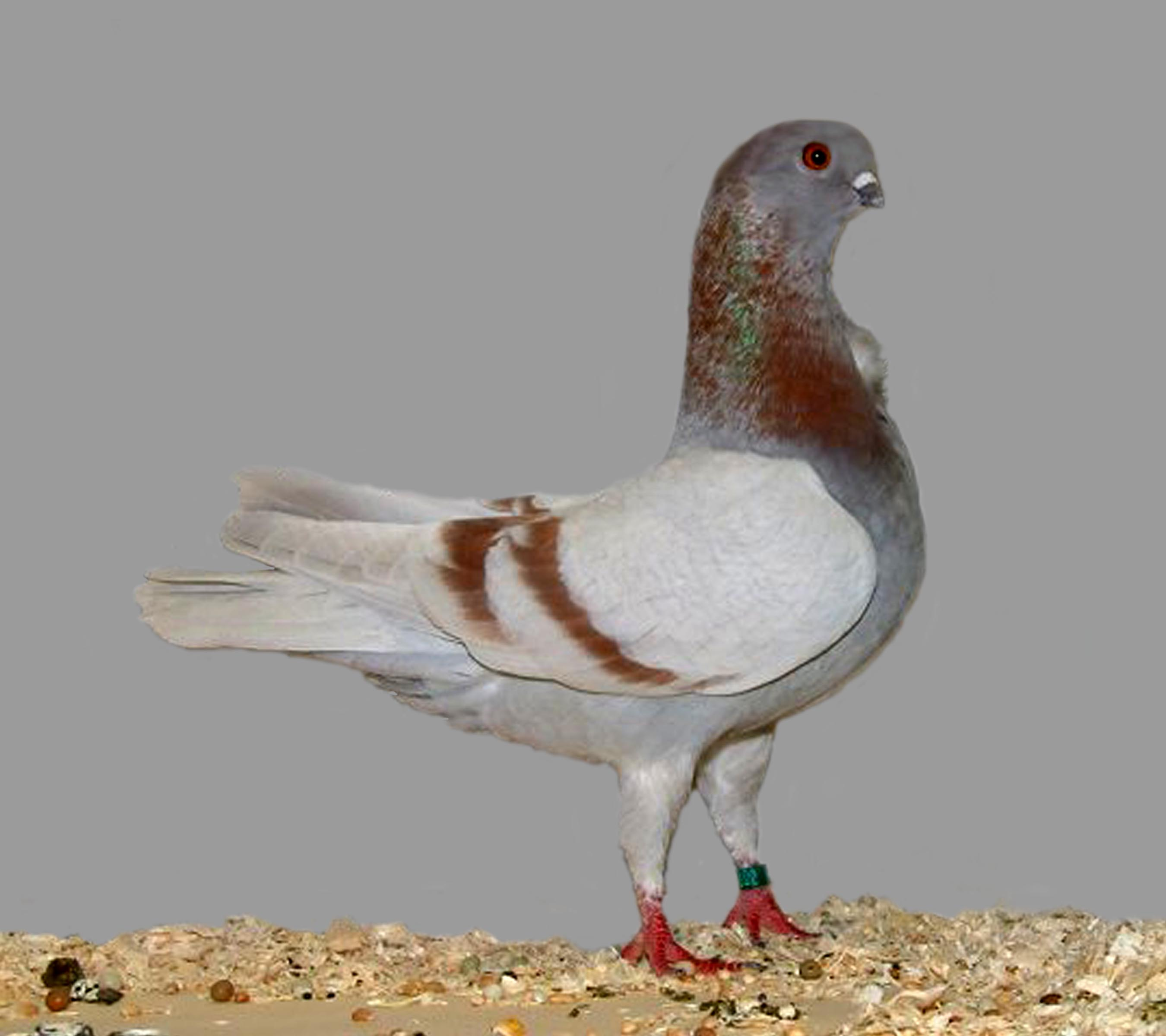
Cravaté Italien.
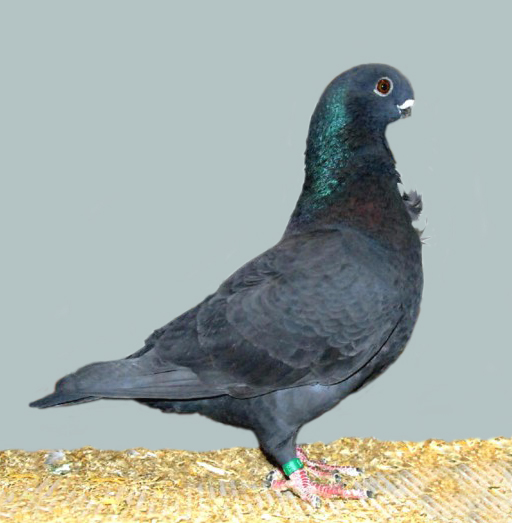
African Owl.
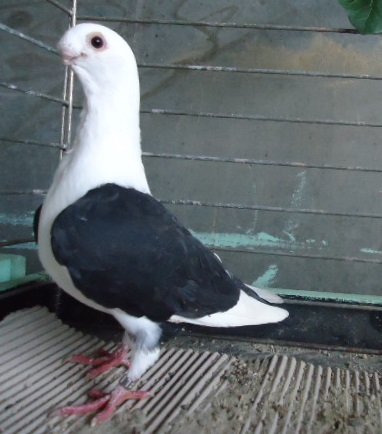
Cravaté anatolien.
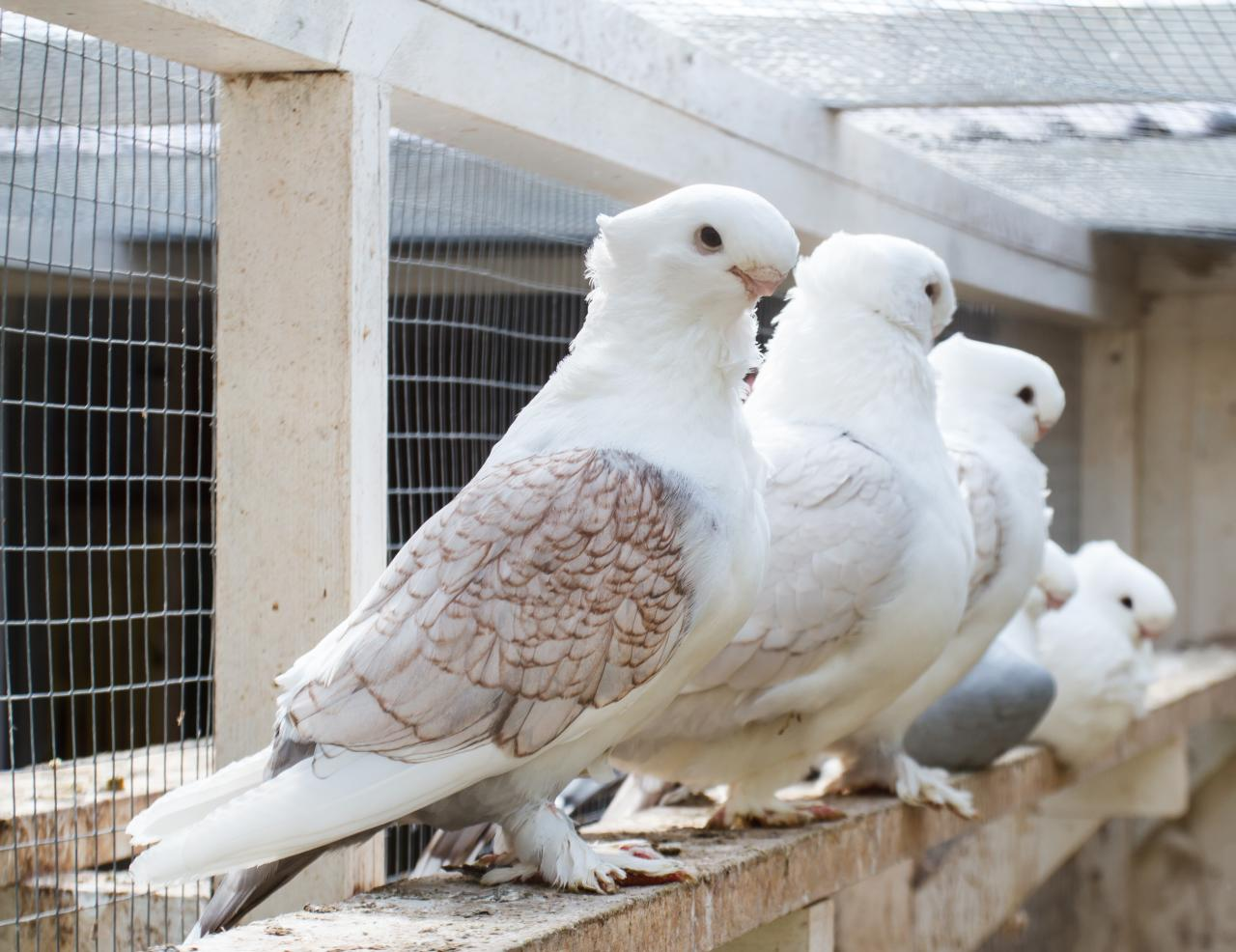
Cravaté Oriental.
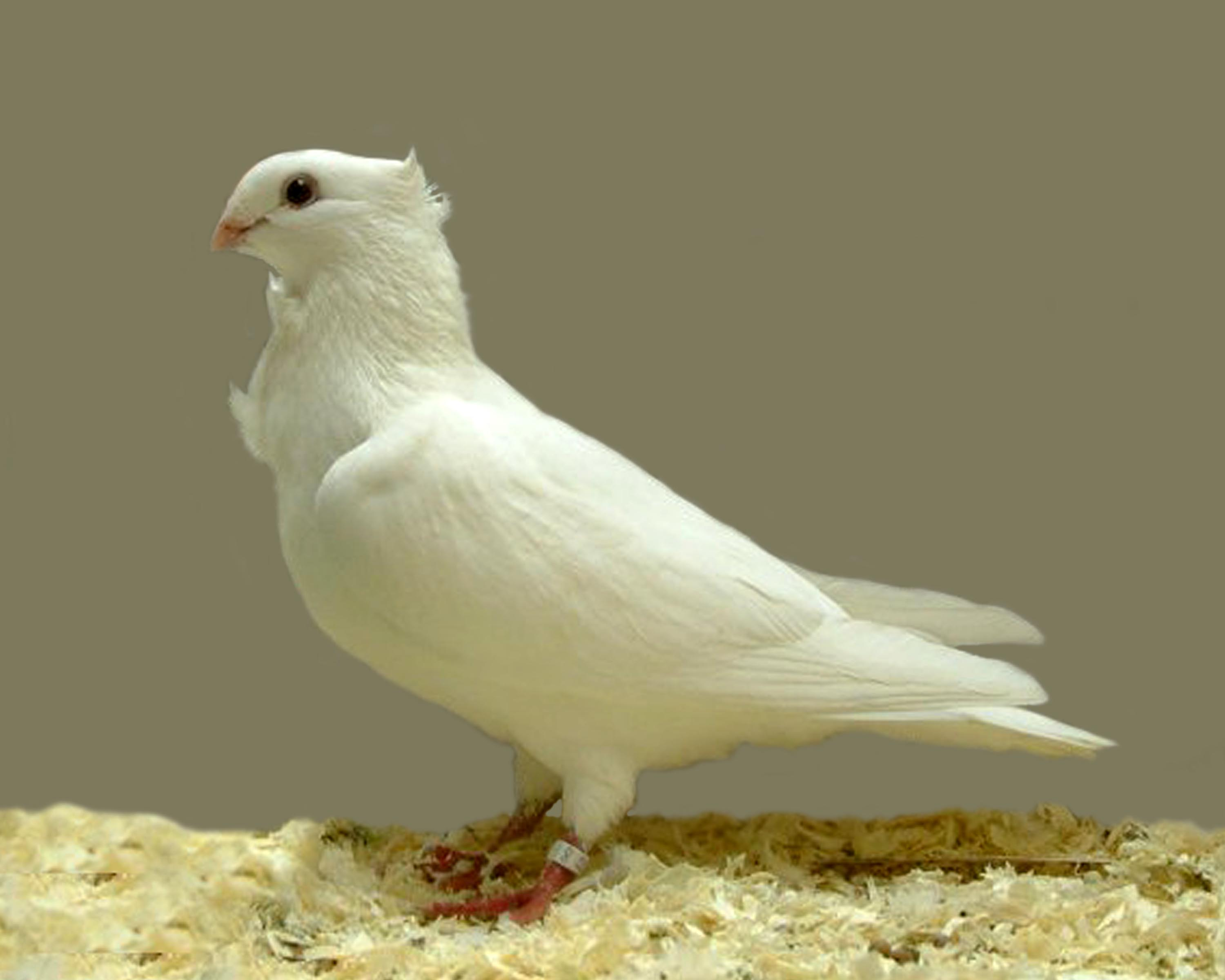
Cravaté gantois.